# Festival internazionale del cinema di Odessa
Il Festival internazionale del cinema di Odessa' (in ucraino Одеський міжнародний кінофестиваль?, Odes'kyj mižnarodnyj kinofestyval) è un festival cinematografico annuale che si tiene nella città ucraina di Odessa. La prima edizione si svolse dal 16 al 24 luglio 2010.
Per le prime due edizioni, il festival è stato dedicato alla commedia e all'umorismo, mentre dal 2012 è stato esteso all'arte mainstream: cinema di alto livello artistico, pensato per un vasto pubblico. Dal 2016, il programma del concorso si compone di tre sezioni: il concorso internazionale per lungometraggi, il concorso nazionale ucraino e il concorso europeo di documentari.

## Storia
Il primo Festival internazionale del cinema di Odessa si è svolto dal 16 al 24 luglio 2010, presentando al pubblico 16 lungometraggi in concorso e altri 50 fuori concorso. Per i primi due anni, tutte le proiezioni competitive e gli eventi principali del festival si sono svolti nel cinema Rodina di Odessa. A partire dalla terza edizione nel 2012, il festival ha iniziato a tenersi al Festyval'nyj palac, nella sala da 1260 posti del Teatro della commedia musicale di Odessa. Il Cinema Rodina è rimasto il Centro del Festival, che ospita proiezioni del Programma nazionale ucraino del concorso, programmi fuori concorso e retrospettive, nonché corsi di perfezionamento della Summer Film School.
La cerimonia di apertura e chiusura, così come il tradizionale tappeto rosso per i festival cinematografici, si tiene presso il famoso Teatro dell'opera e del balletto di Odessa, uno dei monumenti architettonici più famosi dell'Ucraina.
Il premio principale del festival è la statuetta "Golden Duke" (in ucraino Золотий Дюк?, Zolotyj Djuk), una versione aggiornata del premio omonimo, creata dallo scultore di Odessa Mychajlo Reva per il festival cinematografico Zolotyj Djuk organizzato a Odessa dal 1988 al 1994. Per i primi due anni, il premio principale del Festival internazionale del cinema di Odessa è stato assegnato in base alla decisione della giuria. Dal 2012, il Gran premio del Festival internazionale del cinema di Odessa è stato assegnato in base ai risultati del voto del pubblico.
La giuria internazionale valuta il programma del concorso internazionale e assegna i premi per il miglior film, il miglior regista e il miglior attore. Dal 2012, è presente anche il Concorso nazionale ucraino, nel quale il premio per il miglior film ucraino è determinato dalla giuria del programma competitivo ucraino. Dal 2016, la giuria del Concorso europeo di documentari sceglie il miglior film documentario.
Il format del festival è cambiato nel 2021: il XII Festival internazionale del cinema di Odessa, che si svolgerà a Odessa dal 14 al 21 agosto, sarà programmato per il 30º anniversario dell'indipendenza dell'Ucraina con un'enfasi sul cinema nazionale.
L'unico programma del concorso del rinnovato festival sarà il Concorso Nazionale (per lungometraggi e cortometraggi), i cui vincitori riceveranno i premi per il miglior film, la migliore regia e la migliore recitazione. Il programma del Gala Première sarà composto da successi artistici mondiali.

## Giuria
Il XII Festival internazionale del cinema di Odessa presenta un comitato di selezione indipendente che formerà il programma competitivo del festival.
Il comitato di selezione comprendeva Filip Ilyenko, produttore e capo dell'Agenzia statale cinematografica ucraina, Еkaterina Slipčenko, giornalista e criticо cinematografico, Il'ja Djadik, direttore del programma di Arthouse Traffic, e Olga Sidoruškina, curatrice della sezione cinematografica Odessa Green Theatre. La commissione sarà guidata dal consulente del programma OIFF Alik Špyljuk. Il comitato di selezione indipendente formerà il programma del Concorso Nazionale (per lungometraggi e cortometraggi) e i programmi del concorso delle sezioni del Film industry office.

## Premi
Durante il Festival del Cinema, vengono determinati i vincitori del Programma Nazionale del Concorso nelle seguenti categorie:
- Gran Premio del  Festival "Golden Duke" sulla base dei risultati della votazione del pubblico;

- "Miglior lungometraggio ucraino";

- "Miglior lavoro del regista";

- "Miglior lavoro di recitazione";

- "Miglior cortometraggio ucraino";

- Premio FIPRESCI[5]

## Programma fuori concorso
Oltre alla competizione principale, il festival presenta sezioni fuori concorso: il programma Festival of Festivals con gli ultimi successi dei festival cinematografici internazionali, le prime visioni esclusive delle opere più risonanti del cinema (Gala Première), nonché proiezioni speciali, retrospettive e altro.

## Sezione didattica "Summer Film School"
Il progetto educativo all'interno del Festival del Cinema consiste in una serie di master class e incontri creativi con esperti dell'industria cinematografica mondiale e ucraina, come attori famosi, registi, sceneggiatori, critici cinematografici e produttori. La sezione didattica è attiva per tutta la durata del Festival.

## Eventi professionali
Lo sviluppo dell'industria cinematografica professionale in Ucraina è una delle principali missioni del Festival internazionale del cinema di Odessa. .
La sezione professionale del Film Industry Office include il lancio di progetti di lungometraggi in fase di pre-produzione, un concorso di progetti di produzione ucraina o co-produzione, nonché presentazioni di progetti nella sezione Work in Progress dedicata ai lungometraggi nella fase finale della produzione programmati per la proiezione nelle sale, e tavole rotonde su importanti questioni del settore. 
Uno degli eventi professionali del Festival internazionale del cinema di Odessa è anche l'Ukrainian Film Market, l'unica piattaforma professionale in Ucraina per la comunicazione tra distributori, rappresentanti di cinema, studi cinematografici e società che forniscono servizi di noleggio e altri servizi. Ogni anno, il Festival ospita anche programmi educativi specializzati (per sceneggiatori, registi, produttori).